# Tempio di Nettuno (Roma)

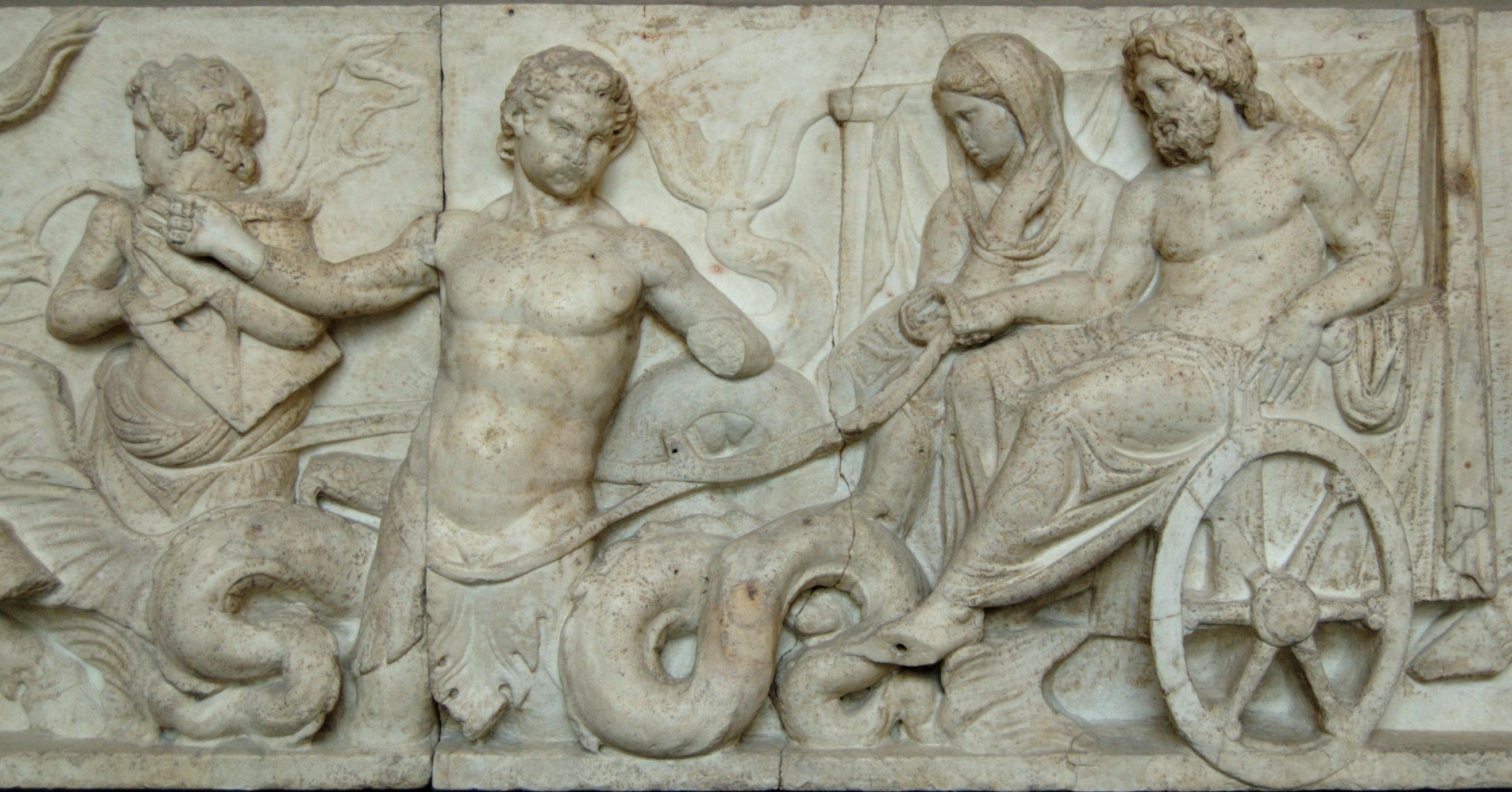
Tiaso marino di Anfitrite e Poseidone. Glyptothek di Monaco di Baviera. 239, fronte

Il tempio di Nettuno (in latino Aedes Neptuni) era un tempio di Roma antica dedicato a Nettuno, situato in prossimità del Circo Flaminio, nella IX regione augustea.

## Storia

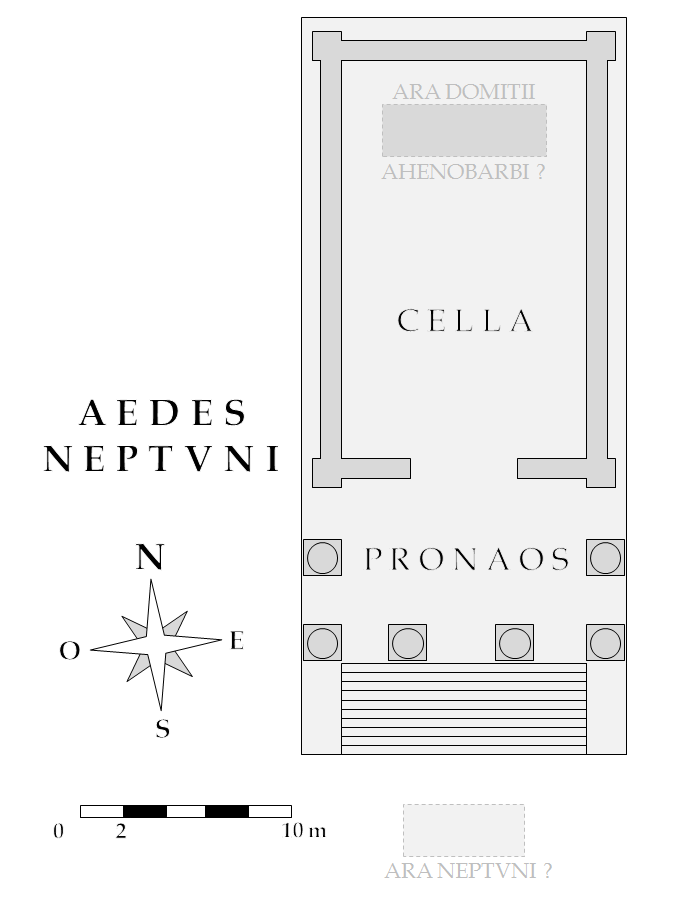
Pianta del tempio di Nettuno, con indicazione della posizione probabile dell'Ara di Domizio Enobarbo

Il tempio di Nettuno fu edificato nel 220 a.C., anche se la prima menzione di un tempio o altare dedicato a Nettuno risale al 206 a.C.; Livio e Cassio Dione citano le sue porte e l'altare a proposito del prodigio della sudorazione dell'altare.
Un nuovo tempio fu edificato dal console Gneo Domizio Enobarbo per commemorare la sua vittoria navale a Filippi contro Gneo Domizio Calvino (potrebbe aver fatto voto di un tempio a Nettuno la sera della vigilia della battaglia affinché ne uscisse vittorioso).
Intraprese la costruzione del tempio poco dopo il suo ritorno a Roma nel 32 a.C. e vi pose una scultura di Scopas raffigurante Nettuno, Teti e Achille circondati da Nereidi, Tritoni e mostri marini.
Non è però possibile stabilire se Gneo Domizio avesse edificato un tempio ex novo o se avesse restaurato quello già esistente nel circo Flaminio.
Il tempio di Nettuno in circo Flaminio è citato in un'iscrizione dell'età Flavia.
Una moneta di Gneo Domizio Enobarbo, coniata tra il 42 e il 38 a.C., rappresenta un tempio tetrastilo e riporta la legenda Nept. Cn. Domitius M. f. Imp., indicando che il tempio fu votato almeno in questo periodo; non può però essere stato edificato prima del 32, quando Gneo Domizio si riconciliò con Augusto e ottenne il consolato.
Il gruppo di Scopas fu da lui trasportato a Roma probabilmente dalla Bitinia, provincia di cui era stato governatore.
Il giorno di dedicazione di questo tempio era il I dicembre.

### Fregio
Probabilmente, proviene da questo tempio un grande fregio che raffigura una lustratio dell'esercito romano del periodo antecedente Gaio Mario (forse era un memoriale della vittoria dell'antenato del costruttore del tempio) e un tiaso marino (questo fregio è in parte conservato al Museo del Louvre e in parte alla Glyptothek di Monaco di Baviera), che era custodito presso Palazzo Santacroce. Per stile e tecnica esecutiva il fregio risale alla seconda metà del I secolo a.C. e doveva racchiudere o un altare o, più probabilmente, un piedistallo, all'interno del tempio.

## Ubicazione
Si ignora l'esatta posizione del tempio, che doveva però sorgere in prossimità del Circo Flaminio. Resti di sostruzioni e di sei colonne di un tempio picnostilo, molto verosimilmente appartenenti al tempio di Marte, furono rinvenuti a nordovest di Piazza San Salvatore in Campo. Mentre le carte rinascimentali dell'area restituiscono la probabile collocazione del tempio di Nettuno, al fianco di quello di Marte sul lato del Tevere, con le fondamenta che tradivano la rifondazione di età augustea, restituendo le originarie forme a tholos.
| Planimetria del Campo Marzio meridionale |
| --- |
| Tevere Navalia Circus Flaminius Teatro di Marcello T. di Diana T. della Pietà T. di Giano T. di Giunone T. di Spes Tempio di Bellona Tempio di Apollo Sosiano Tempio di Giove Statore Tempio di Giunone Regina Portico d'Ottavia Portico di Filippo T. d'Ercole Portico d'Ottavio Teatro di Balbo Crypta Balbi Portico di Minucio T. delle Ninfe Diribitorium T. di Giuturna T. della Fortuna T. di Feronia T. dei Lari Permarini Curia di Pompeo Portico di Pompeo Teatro di Pompeo Tempio di Venere Vincitrice Templi di Marte e Nettuno Santuario di Ercole Magnus Custos Tempio di Castore e Polluce Ponte Fabricio Isola Tiberina Porticus Maximae T. di Vulcano Porticus Divorum Villa Publica Hecatostylum T. della Fortuna equestre Anfiteatro di Statilio Tauro (?) |

Vari studi hanno ipotizzato quella che poteva essere l'area occupata dal tempio, tra queste anche l'area situata all'angolo di via del Portico di Ottavia e vicolo Costaguti, sotto l'abitazione nota come di Lorenzo Manlio, adiacente al palazzo Costaguti e alla Cappella del Carmelo, per il fatto che nel luogo si trovasse altro palazzo Santacroce. Ma i noti fregi marini vennero conservati in epoca storica nella chiesa di S. Salvatore de domno Campo, cioè nel luogo delle vestigia del Tempio di Marte, e solo per via dei lavori di ampliamento del 'nuovo' palazzo Santacroce vi furono spostati, essendo adiacente. 
Ecco quindi alcuni indizi per gli studiosi: il Tempio di Nettuno era adiacente quello di Marte; collocato più verso il fiume e in posizione rialzata; era visibile a quanti sul fiume passassero per i Navalia; era a tolos come quello di Ostia e il nuovo dedicante lo rifondò prostilo in segno di discontinuità; il precedente patrono era della cerchia di Pompeo, nel quadrante dell'Urbe da questi plasmato col teatro, la curia e l'urbanistica collegata.

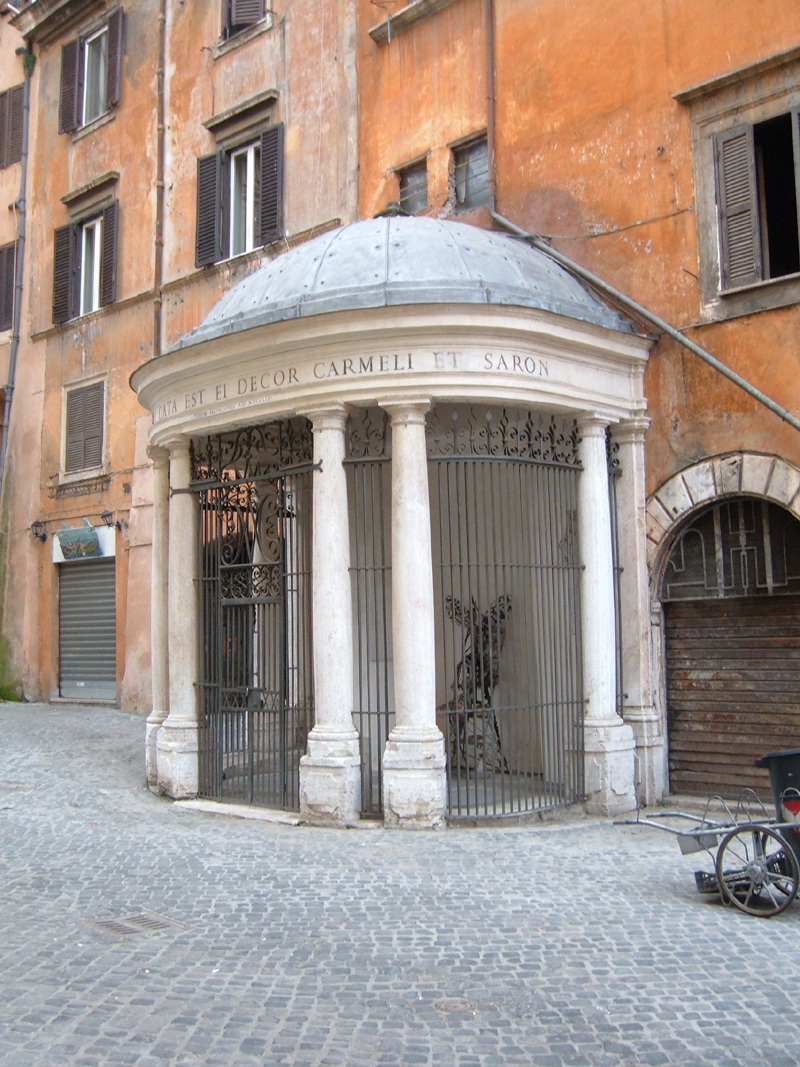